# Хёне, Рольф
Рольф Хёне (нем. Rolf Höhne, 26 сентября 1908, Германская империя —  ?, ФРГ) — немецкий историк и археолог, руководящий сотрудник Аненербе, оберштурмбанфюрер СС.

## Биография
Изучал археологию. Защитил кандидатскую диссертацию.
В 1931 г. вступил в СС (№ 123. 881, затем 8. 820). Возглавлял отдел III b в Главном управлении СС по вопросам расы и поселения, затем перешёл в Личный штаб рейхсфюрера СС. В 1937 г. обнаружил предполагаемые останки Генриха Птицелова. Эта находка, однако, была оспорена в научных кругах. В феврале-мае 1938 гг. возглавлял учебно-исследовательский отдел раскопок Аненербе, затем возглавил отдел геологии и минералогии там же.
С началом Второй мировой войны перешёл на службу в войска СС. В октябре 1941-ноябре 1942 гг. командовал батальоном военных геологов, служил в в дивизии СС "Принц Ойген". В задачи батальона входили, помимо прочего, поиск и проверка питьевой воды на оккупированных территориях, исследования почвы перед созданием военных объектов, разведка полезных ископаемых, строительство бункеров. В ноябре 1942 г. возглавил отдел в Главном оперативном управлении СС.

## Сочинения
- Beiträge zur Stratigraphie, Tektonik und Paläogeographie des südbaltischen Rhät-Lias, insbes. auf Bornholm. Greifswald : Bamberg, 1933.
- Die Bedeutung moderner geophysikalischer Vermessungen von Grundwasservorkommen vor der Ausführung von Neu- und Erweiterungsbauten von Wasserwerken. [München] : [Oldenbourg], 1950.